# Schweizer Cup (Fussball, Männer) 1928/29
Der vierte Schweizer Cup im Fussball wurde vom 2. September 1928 bis zum 20. Mai 1929 ausgetragen.

## 1/32 Finals
| Datum             |                          | Ergebnis |                          |
| ----------------- | ------------------------ | -------- | ------------------------ |
| 13.10.1928, 14:30 | FC Aarau                 | 2:1      | Nordstern Basel          |
|                   | FC Basel                 | 10:20    | FC Bülach                |
|                   | FC Biel-Bienne           | 2:1      | FC Bern                  |
|                   | FC Black Stars Basel     | 0:1      | Blue Stars Zürich        |
|                   | FC Brühl St. Gallen      | 3:4      | Young Fellows Zürich     |
|                   | Cantonal Neuchâtel       | 3:0      | CS La Tour-de-Peilz      |
|                   | Concordia Basel          | 14:40    | FC Thalwil               |
|                   | Concordia Juvena Yverdon | 3:1      | FC Le Locle              |
|                   | FC Frauenfeld            | 1:2      | FC Liestal               |
|                   | FC Grenchen              | 5:1      | FC Olten                 |
|                   | Jonction Genève          | 2:0      | Gloria-Sports Le Locle   |
|                   | Kickers Luzern           | 6:4      | FC Oerlikon Zürich       |
|                   | FC La Chaux-de-Fonds     | 2:5      | FC Madretsch             |
|                   | Länggasse Bern           | 0:3      | Viktoria Bern            |
|                   | FC Locarno               | 3:1      | BSC Old Boys Basel       |
|                   | GC Luganesi              | 4:2      | FC Allschwil             |
|                   | FC Luzern                | 4:1      | FC Altstetten Zürich     |
|                   | Minerva Bern             | 2:1      | Étoile Carouge           |
|                   | FC Münchenstein          | 1:9      | FC Zürich                |
|                   | Sainte Croix Sports      | 1:2      | FC Fribourg              |
|                   | FC St.Gallen             | 0:4      | FC Winterthur-Veltheim   |
|                   | Servette FC Genève       | 7:0      | Zähringia Bern           |
|                   | Sirius Zürich            | 1:6      | FC Birsfelden            |
|                   | FC Solothurn             | 8:4      | Silva-Sports Le Locle    |
|                   | Stade Lausanne           | 6:2      | SR Delémont              |
|                   | FC Tavannes              | 8:1      | Vevey-Sports             |
|                   | FC Tramelan              | 2:8      | Etoile La Chaux-de-Fonds |
|                   | Urania Genève Sport      | 3:0      | FC Nidau                 |
|                   | FC Uster                 | 00:11    | FC Lugano                |
|                   | Winterthurer Sportverein | 2:4      | FC Chiasso               |
|                   | BSC Young Boys           | 7:0      | Xamax Neuchâtel          |
|                   | FC Wohlen                | 1:4      | Grasshopper Club Zürich  |

## 1/16 Finals
| Datum             |                          | Ergebnis  |                         |
| ----------------- | ------------------------ | --------- | ----------------------- |
| 04.11.1928, 14:30 | FC Aarau                 | 0:2       | Young Fellows Zürich    |
|                   | FC Basel                 | 2:3       | Concordia Basel         |
|                   | FC Biel-Bienne           | 5:0       | Minerva Bern            |
|                   | Blue Stars Zürich        | 1:3       | FC Liestal              |
|                   | Cantonal Neuchâtel       | 3:1       | Stade Lausanne          |
|                   | Concordia Juvena Yverdon | 2:3 n. V. | FC Tavannes             |
|                   | Etoile La Chaux-de-Fonds | 3:0       | FC Grenchen             |
|                   | FC Fribourg              | 5:1       | Jonction Genève         |
|                   | Kickers Luzern           | 1:4       | FC Zürich               |
|                   | FC Locarno               | 1:2       | GC Luganesi             |
|                   | FC Lugano                | 5:1       | Grasshopper Club Zürich |
|                   | FC Luzern                | 4:1       | FC Birsfelden           |
|                   | FC Madretsch             | 6:4       | FC Solothurn            |
|                   | BSC Young Boys           | 12:30     | Viktoria Bern           |
|                   | Urania Genève Sport      | 2:2 n. V. | Servette FC Genève      |
| 11.11.1928, 14:30 | FC Chiasso               | 2:4 n. V. | FC Winterthur-Veltheim  |

### Wiederholungsspiele
| Datum             |                    | Ergebnis  |                     |
| ----------------- | ------------------ | --------- | ------------------- |
| 18.11.1928, 14:30 | Servette FC Genève | 0:1 n. V. | Urania Genève Sport |

## Achtelfinals
| Datum             |                        | Ergebnis |                          |
| ----------------- | ---------------------- | -------- | ------------------------ |
| 02.12.1928, 14:30 | FC Biel-Bienne         | 2:3      | Etoile La Chaux-de-Fonds |
|                   | Cantonal Neuchâtel     | 1:0      | FC Tavannes              |
|                   | FC Liestal             | 2:3      | GC Luganesi              |
|                   | FC Luzern              | 0:2      | FC Lugano                |
|                   | FC Winterthur-Veltheim | 5:3      | FC Zürich                |
|                   | BSC Young Boys         | 5:0      | FC Madretsch             |
|                   | Young Fellows Zürich   | 0:1      | Concordia Basel          |
| 06.01.1929, 14:30 | Urania Genève Sport    | 2:0      | FC Fribourg              |

## Viertelfinals
| Datum             |                          | Ergebnis  |                        |
| ----------------- | ------------------------ | --------- | ---------------------- |
| 27.01.1929, 14:30 | Cantonal Neuchâtel       | 1:2       | GC Luganesi            |
| 03.02.1929, 14:30 | Etoile La Chaux-de-Fonds | 0:1       | BSC Young Boys         |
|                   | Urania Genève Sport      | 3:0       | FC Winterthur-Veltheim |
|                   | Concordia Basel          | 0:0 n. V. | FC Lugano              |

### Wiederholungsspiel
| Datum            |           | Ergebnis |                 |
| ---------------- | --------- | -------- | --------------- |
| 10.02.1929 14:30 | FC Lugano | 0:2      | Concordia Basel |

## Halbfinals
| Datum            |                     | Ergebnis |                 |
| ---------------- | ------------------- | -------- | --------------- |
| 3.3.1929, 15:00  | BSC Young Boys      | 5:2      | GC Luganesi     |
| 28.04.1929 15:00 | Urania Genève Sport | 2:1      | Concordia Basel |

## Finals
Das Finalspiel fand am 20. Mai 1929 im Stade de Frontenex in Genf statt.
| Paarung             | Urania Genève Sport – BSC Young Boys |
| Ergebnis            | 1:0 (1:0) |
| Datum               | 20. Mai 1929 |
| Stadion             | Stade de Frontenex, Genf |
| Zuschauer           | 8.000 |
| Schiedsrichter      | Hans Enderli (Zürich) |
| Tore                | 1:0 Barrière (17.) |
| Urania Genève Sport | Nicollin, Bovy, Papastratidès, Loichot, Ross, Berchten, Lienhardt, Grettler, Barrière, Wiederkehr, Stalder Cheftrainer: Henri Waldvogel |
| BSC Young Boys      | Pulver, Grunder, Heinrich von Arx, Baldi, Vögeli, Fasson, Fässler, Funk II, Dasen, Jan von Arx, Schicker Cheftrainer: Ernst Meyer       |